# Burgondan
Ne doit pas être confondu avec bourguignon (dialecte).
Le burgondan (endonyme burgondês) est un dialecte de l'arpitan ou francoprovençal parlé dans le sud de la Franche-Comté, dans la moitié sud du Doubs ou Haut-Doubs, zone correspondant aux plateaux et zones montagneuses de ce département.
Pontarlier est la ville principale de son aire de locution. Le nom du dialecte vient des Burgondes, peuple germanique ayant fondé dans la région un royaume au Ve siècle, et dont des traces linguistiques ont localement été préservées dans la langue.
Le projet ISO 639-6 pour les codes des noms des variantes de langues enregistre le burgondan sous le code-dialecte bgdn.

## Études
Le Burgondan comme les langues voisines a fait l'objet de nombreuses études aux XIXe et XXe siècles : 
- Joseph Tissot sur les Patois des Fourgs Fourg arondissement de Pontarlier (1864)
- Léon Bourgeois Moine sur la Chapelle-des-Bois (1894)
- F,Boillot Sur le Patois La Grand'Combe Grand'Combe-Châteleu (1910)
- Michel Rousselet sur le patois de Frasne (1921)

## Le parler du Saugeais
Le dialecte parlé dans le Saugeais se situe dans la zone burgondane. Le Saugeais, territoire autoproclamé indépendant, a conservé son parler notamment à travers l'hymne du Saugeais composé en 1910 par le chanoine Joseph Bobillier de Montbenoît.
Le dialecte se différencie fortement des autres parlers arpitans, qu'ils soient burgondans ou jurassiens de Franche-Comté. Selon le linguiste Dominique Stich, il faut y voir l'influence des colons venus du Valais, des Grisons et de Savoie qui répondirent à l'appel d'Humbert de Scey, archevêque de Besançon, lequel souhaita en 1150 qu'on défrichât la région.
Extrait de l'hymne des Saugets (graphie locale non standardisée) :
| Francoprovençal saugeais | Traduction en français |
| --- | --- |
| Les Sadjets ant dans yeu gairgueuta Des mouts qu’nion n’saît cman yeu, rdâtai L’an pairki cmant na pteta rota qu’a toudj’ loulzi d’let sacrôlai La tsîra qu’ minre, la lra que rlut La tsrâ, la creuille, lou daidjuron Lou dzreu d’la dzrensse, lou tsri qu’est tru Y a d’quet aipouairie lèz Larmond. | Les Saugets ont dans leur gosier Des mots que personne ne sait, comme eux, rouler Ils ont par là comme une petite souris Qui a toujours le loisir de les secouer : La chèvre qui « mène », la lune qui brille, Le chéneau, la quenouille, le déjeuner, Le genou de la génisse, le cabri qui est tenu, Il y a de quoi épouvanter les « Larmond ». |